# Silvio Benedetti
Silvio Benedetti (Padova, 4 luglio 1884 – Padova, 28 luglio 1951) è stato un commediografo italiano.

## Biografia
Silvio Benedetti conobbe il maggior successo con Se quell'idiota ci pensasse, un'opera nata nel clima del "grottesco" inaugurato da Luigi Chiarelli, e allestita nel 1922 a Bologna da Alfredo De Sanctis.
Le commedie del "grottesco" si caratterizzarono per una voluta deformazione caricaturale che, dosata con notevole intelligenza drammaturgica, stravolge l'intreccio, ispirato alla commedia borghese, esasperandone le situazioni e esagerandone i contorni, allontanandosi da uno stile realista.
Il "grottesco" fu un innovativo genere teatrale che ebbe successo e si diffuse rapidamente sulle scene italiane e rappresentò uno dei movimenti drammaturgici più significativi del primo dopoguerra.
Benedetti trasportò sul palcoscenico la spiritualità e l'atmosfera, dei racconti e dei romanzi di Luigi Pirandello, come Il fu Mattia Pascal e lo psicologismo di altri scrittori quali Enrico Annibale Butti, Roberto Bracco, Dario Niccodemi. Le opere del Benedetti si caratterizzarono per il gusto del paradosso, l'ironia amara sulle convenzioni sociali, la critica alla borghesia; incentrate sulla contraddizione tra la maschera che i condizionamenti e le convenzioni sociali impongono all'uomo e la sua vera personalità costituita di istinto e di spontaneità.
Con il teatro di Benedetti, il palcoscenico venne liberato dalla commedia borghese realista, dalla commedia sentimentale e dalla commedia d'intreccio. Le rappresentazioni delle opere di Benedetti si contraddistinsero per quella componente del grottesco che spinge a guardare la realtà con una lente di ingrandimento che però non aiuta la comprensione, ma anzi deforma il mondo, e rintraccia nella realtà il falso nel vero, l'assurdo nel logico.
La carriera teatrale di Benedetti iniziò con La più forte (1919) e le sue commedie entrarono nel repertorio di Carini, Uberto Palmarini, Alfredo Sainati, Renzo Ricci, tra le quali si può menzionare Il faro sotto il mantello (1928).

## Opere
- La più forte (1919);
- Se quell'idiota ci pensasse (1922);
- Il faro sotto il mantello (1928).